# Museo Tripisciano
Il Museo Tripisciano o mostra permanente delle opere di Michele Tripisciano è sita a Caltanissetta in Largo Paolo Barile, ed è ospitata in quattro sale dello storico Palazzo Moncada o Bauffremont della prima metà del XVII secolo.
Le attività museali sono gestite dalla locale Pro loco.
Attualmente non sono esposte diverse opere conservate, custodite nei magazzini del museo.

## Storia
Questa mostra permanente ospita tutti i gessi donati dall'artista nisseno Michele Tripisciano, in punto di morte alla sua città natale. Tra essi sono esposte anche alcune opere in marmo e alcuni bronzi, per un totale di 71 opere pari a circa la metà dell'intera produzione dell'artista.
(Vittorio Sgarbi citato al minuto: 16,20-17,15 nel video, della Prof.ssa Rosanna Zaffuto-Rovello Direttore del Museo Tripisciano, in occasione dell'Omaggio a Michele Tripisciano nel centenario della morte.)

### L'artista
L'artista nisseno Michele Tripisciano vissuto a Roma tra la fine dell'Ottocento e gli inizi del Novecento, fu un testimone ed interprete di una cultura artistica che trova nel rispetto della classicità la sua connotazione principale.
La sua produzione artistica si caratterizza per la creazione di importanti commesse di opere pubbliche commemorative in varie parti di Italia, infatti tutta la sua produzione è grandemente celebrativa.
Dotato di una tecnica superiore era molto capace con la creta, con il gesso, con il marmo e con il bronzo. Egli aderì ai moduli formali di un classicismo ideale, con una cura per la una compostezza formale dei soggetti rappresentati e per il sempre attento rapporto per il pieno e il vuoto. Rientrando a pieno titolo per questo in un conformismo accademico orientato ad un neoclassicismo ideale.

### Il museo
Il museo Tripisciano è stato aperto al pubblico nel 2010; precedentemente le opere dell'artista erano ospitate in locali del Museo archeologico di Caltanissetta. Attualmente il museo si sviluppa in quattro ampi e luminosi ambienti o sale che prendono nome dalle opere presenti e raggruppate secondo un tema espositivo legato alle opere più rappresentative presenti.
Le quattro sale espositive sono:
- Sala del Belli dove sono raggruppati i bozzetti preparatori per la statua in marmo del Belli a Roma.
- Sala dell'Angelo dove è esposto l'imponente gesso dell'Angelo con la croce, insieme ad altre opere a carattere religioso.
- Sala dell'Orfeo dove su un piedistallo viene mostrato nella sua bellezza il marmo dell'Orfeo, insieme ad altre opere a carattere non religioso.
- Sala degli oratori dove sono esposti gli imponenti gessi dei due oratori Paolo e e Ortensio, le cui statue in marmo si trovano a Roma nel Palazzo di Giustizia; questi insieme ad altri busti in gesso.

| Foto | Opera                                                                     | Anno | Materiale | Note descrittive |
| ---- | ------------------------------------------------------------------------- | ---- | --------- | --- |
|      | Bozzetto per il monumento a G. G. Belli (part. del Belli)                 | 1911 | Gesso     | |
|      | Bozzetto per il monumento a G. G. Belli (parte anteriore) gesso           | 1911 | Gesso     | |
|      | Bozzetto per il monumento a G. G. Belli (altorilievo parte posteriore 1)) | 1912 | Gesso     | |
|      | Bozzetto per il monumento a G. G. Belli (altorilievo parte posteriore 2)  | 1912 | Gesso     | |
|      | Maschera fontana monumentale a G. G. Belli La Satira                      | 1912 | Gesso     | |
|      | Maschera fontana monumentale G. G. Belli La Poesia                        | 1912 | Gesso     | |
|      | L'Immacolata                                                              | 1902 | Gesso     | Opera in gesso, di cm 58 X 165, custodita al Museo Tripisciano di Caltanissetta, mostra Maria tutta immersa nella preghiera; traspare già nel gesso la virginale bellezza dell'opera finita in marmo. |

Altre opere presenti nella sala sono:
- Studio dal vero gesso;
- La Sicilia (opera 1a) gesso (1907);
- La Sicilia (opera 2a) gesso (1909).

| Foto | Opera                            | Anno | Materiale | Note descrittive |
| ---- | -------------------------------- | ---- | --------- | --- |
|      | La Pietà                         | 1913 | Gesso     | Gesso di cm 59 x 37, conservato nel Museo Tripisciano, è un'opera di grande maturità artistica e potenza espressiva che mostra chiaramente lo strazio di Maria, invecchiata per la presenza di rughe appena accennate, e il volto di Cristo sfinito dal martirio. |
|      | Madonna sul trono con il bambino | 1894 | Gesso     | Madonna in trono con il bambino del 1894 di Michele Tripisciano. Dell'opera il Tripisciano fece 4 versioni: 1. il gesso conservato nel Museo Tripisciano di Caltanissetta, 2. il marmo della Tomba di Famiglia dei Testasecca, 3. il marmo della chiesa di Notre Dame a Parigi, 4. il marmo per la Chiesa del Corpus Domini di Milano. Nel gesso del Museo mancano alcuni dettagli e decori della veste rispetto ai marmi di più piccole dimensioni. L'opera necessita di un importante restauro. |
|      | Santa Chiara                     | 1913 | Gesso     | Opera in gesso custodita al Museo Tripisciano di Caltanissetta, di relativamente piccole dimensioni cm 36 x 86, mostra Santa Chiara con in mano un modellino di chiesa e un ramoscello; traspare in essa un'aurea di santità. |
|      | S. Giuseppe col Bambino          | 1904 | Gesso     | Opera in gesso custodita al Museo Tripisciano di Caltanissetta |
|      | Crocifisso                       | 1910 | Gesso     | Crocifisso in gesso custodito al Museo Tripisciano di Caltanissetta, in precedenza custodito presso la Biblioteca Comunale “Luciano Scarabelli”, l'opera ha subito un importante restauro nel 2012 grazie ad un contributo economico del Rotary club di Caltanissetta. |

Altre opere esposte nella sala sono:
- Angelo per S. Andrea della Valle (1) gesso (1905);
- Angelo per S. Andrea della valle (2) gesso (1905);
- Angelo per S. Andrea della Valle (3) gesso (1905);
- Angelo per S. Andrea della Valle (4) gesso (1905);
- Angelo per S. Andrea della Valle (5) gesso (1905);
- Angelo per S. Andrea della Valle (6) gesso (1905);
- Angelo per S. Andrea della Valle (7) – gesso (1905).

| Foto | Opera                                | Anno | Materiale  | Note descrittive |
| ---- | ------------------------------------ | ---- | ---------- | --- |
|      | Caio Mario sulle rovine di Cartagine | 1884 | Gesso      | Prima opera di carattere storico realizzata dall'artista, con padronanza tecnica, nello studio di Fabio Altini. Quest'opera venne premiata con la medaglia d'argento al concorso dell'Accademia nazionale di S. Luca. |
| ]    | Pesca inaspettata                    | 1884 | Gesso      | Opera giovanile trattata espressivamente con realismo, di cm 45 x 125, che fotografa l'attimo del dolore del giovane. Nell'ottobre del 2016 una casa d'aste di Milano ha messo all'asta un bronzo dell'autore di 38 cm raffigurante lo stesso soggetto dal titolo: "sui cocci". «Uno straordinario studio anatomico, una profonda analisi di contrazioni muscolari distribuita in tutto il corpo della statua, la cui testa è quella di un ragazzo che piange; le contrazioni nervose e il viso piangente si fondono al grido del ragazzo morso dal granchio; si ha la sensazione di udire questo grido; tale è l’espressione statuaria del personaggio.» (Michele Bonavia) N.B.: Nell'opera in gesso è mancante il granchio che ha morso il piede del fanciullo, nell'opera in bronzo "sui cocci" il Tripisciano sceglie dei cocci per provocare il gesto. |
|      | L'Orfeo                              | 1898 | Marmo      | Esposta nella prima esposizione italiana di belle arti a San Pietroburgo. «I capelli sono impigliati nella lira, della quale sembra che le ultime note dolenti formino una acuta melanconia, un lugubre canto nel fluttuare dei marosi. Dai capelli si erge un ramoscello di alloro che suole spezzare l’espressione tristemente macabra del grande lavoro. Non vi è posto, sia pure limitatamente visibile in quella testa, che nasconde un gran segreto di morte, uno spasmodico e ultimo, sospiro, un pallore che offre tutte le impressioni suggestive del profumo di una testa morta. Ci troviamo dinanzi ad un accuratissimo studio, dove lo scalpello vince le difficoltà di colorito del pennello.» (Francesco Montalto Magnifico Rettore dell’Università di Napoli 1909)                                                                           |
|      | L'angelo con croce                   | 1893 | Gesso      | Opera di grandi dimensioni cm. 90 x 210 è conservata oggi nel Museo di Tripisciano nel Palazzo Moncada, restaurata di recente. L'angelo trattiene una croce sul suo petto e mostra fattezza di estrema eleganza e maestosità, la posizione delle ali e delle gambe fanno intendere che l'angelo si è appena posato a terra dopo un volo. |
|      | Busto di Leopardi                    | 1898 | Gesso      | Il Tripisciano creò due busti in gesso: Leopardi delle Rimembranze op. 1 e il Leopardi della Ginestra op. 2, per partecipare ad un concorso commemorativo del poeta a Recanati. Nell'opera 1 traspare di un «pessimismo inguaribile» che viene superato nella seconda opera, ciò dimostra la fine capacità dello scultore di cogliere tratti diversi sullo stesso soggetto. Il primo busto è esposto nella sala dell'Orfeo presso il Museo Tripisciano nel Palazzo Moncada, mentre il secondo busto è esposto nei locali della vicina biblioteca Scarabelli. |
|      | Cristoforo Colombo                   | 1890 | Gesso      | Opera premiata con il primo premio nella Esposizione delle Belle Arti negli Stati Uniti di America del 1890. «Colombo alla vigilia della perigliosa impresa, si accomiata da padre Martinez de Marchena; gli bacia con animo commosso la mano in segno di gratitudine, e il suo grande protettore, nell’atto di ritirarla, solleva il capo e, con gli occhi rivolti al cielo, raccomanda a Dio il suo protetto. [...] Il volto del padre Martinez è quello di Lanzirotti (N.d.T. il suo mecenate), e quello di Colombo ritrae i lineamenti dell’autore.» (Giuseppe Capozzi,Michele Tripisciano) L'opera è mutila della testa di Colombo, era integra fino al 1957. |
|      | L'Avaro                              | 1913 | Terracotta | Busto in terracotta di figura umana: l'avaro. |

Altre opere esposte nella sala sono:
- Cesare Augusto (1883);
- Imperatore Galba gesso (1898).

| Foto | Opera                         | Anno | Materiale | Note descrittive |
| ---- | ----------------------------- | ---- | --------- | --- |
|      | Busto del padre               | 1904 | Gesso     | Opera raffigurate il padre Ferdinando morto nel 1904, studio preparatorio per la lapide in marmo della tomba funebre dello stesso. |
|      | Shakespeare                   | 1887 | Gesso     | Opera del 1897 custodita al Museo Tripisciano di Caltanissetta, prima esposta al Teatro Margherita della città. L'opera in bronzo dello Shakespeare è del 1890 e si trova al palazzo del Quirinale, quest'ultima è copia del bronzo del gesso realizzato tre anni prima e conservato a Caltanissetta. |
|      | Baronessa Angelina Lanzirotti | 1902 | Gesso     | Opera in gesso, potentemente espressiva, custodita al Museo Tripisciano di Caltanissetta. |

Altre opere presenti nella sala sono:
- Allegoria di Caltanissetta;[12]
- Ortensio (bozzetto 1°) gesso (1898);
- Ortensio (bozzetto 2°) gesso (1901);
- Paolo (bozzetto 1°) gesso (1898);
- Paolo (bozzetto 2°) gesso (1898)
- Paolo (bozzetto 3°) gesso (1898);
- Paolo (bozzetto 4°) gesso (1901);
- Francesco Podesti gesso (1887).[13]